# Гость с Кубани
«Гость с Кубани» — советская музыкальная кинокомедия, снятая по рассказу Юрия Нагибина «Комбайнёры».

## Сюжет
МТС направляет молодого комбайнёра Николая Воробцова на уборку хлеба в передовой колхоз «Луч». Но работа у него не заладилась и колхозницы, кроме влюбившейся в него Насти, принялись его высмеивать в частушках. Тогда председатель пошёл на хитрость, сказав, что в колхоз присылают с Кубани знатного комбайнёра по фамилии Горбань, а Воробцова ставят к нему в помощники. Николая это решение ударило по самолюбию и он отличной работой доказал всем, что не хуже других и хорошо владеет своей профессией.

## В ролях
- Анатолий Кузнецов — Коля (Николай Ильич) Воробцов
- Тамара Логинова — Настя Тучкова
- Тамара Носова — Дуська, подруга Насти, водитель грузовика
- Лев Дуров — Михаил Самохин, водитель машины ГАЗ-51, закреплённой за комбайном Воробцова
- Ольга Аросева — Надя, диспетчер Загорянской МТС
- Иван Любезнов — Иван Иванович Сундуков
- Афанасий Белов — Василий Егорович Одиноков, помощник комбайнёра'
- Павел Волков — Пётр Семёнович Жигалов, председатель колхоза «Луч»
- Елена Тяпкина — Марья Васильевна, мать Насти
- Евгений Буренков — Медведев
- Вера Липсток — Люба
- Раиса Куркина — Катя (Екатерина Алексеевна) Горбань
- Людмила Маркелия — эпизод
- Нина Дорда — вокал (песня «Девичья лирическая»)

## Съёмочная группа
- Автор сценария: Юрий Нагибин
- Режиссёр: Андрей Фролов
- Помощник режиссёра: Михаил Гоморов
- Операторы: Виктор Масевич, Антонина Эгина
- Художники-постановщики:  Савет Агоян, М. Тиунов
- Композитор: Оскар Сандлер
- Текст песен: Вадим Коростылёв
- Звукорежиссёр: Семён Литвинов
- Монтажёр: Александра Камагорова